# Tenuiphantes contortus
Tenuiphantes contortus là một loài nhện trong họ Linyphiidae.
Loài này thuộc chi Tenuiphantes. Tenuiphantes contortus được Andrei V. Tanasevitch miêu tả năm 1986.